# Grand Prix automobile d'Allemagne 2014
GP précédent GP suivant
Le Grand Prix automobile d'Allemagne 2014 (2014 Großer Preis Santander von Deutschland), disputé le 20 juillet 2014 sur le circuit d'Hockenheim, est la 907e épreuve du championnat du monde de Formule 1 courue depuis 1950. Il s'agit de la soixante-et-unième édition du Grand Prix d'Allemagne comptant pour le championnat du monde de Formule 1, et de la dixième manche du championnat 2014. Selon le principe d'alternance en vigueur depuis 2007,
le Grand Prix d'Allemagne se dispute d'une année sur l'autre sur le Nürburgring et à Hockenheim, où les Formule 1 courent pour la trente-quatrième fois depuis 1970
Nico Rosberg se montre parfaitement à l'aise pour son Grand Prix national puisqu'il réalise les meilleures performances des première et troisième séances d'essais et termine second de la seconde session, juste derrière son coéquipier Lewis Hamilton. Les Mercedes Grand Prix ne semblent donc pas souffrir du retrait du système d'interconnexion des suspensions imposé par la FIA. Rosberg pointe également en tête des trois phases de qualification et réalise ainsi sa cinquième pole position de la saison, la neuvième de sa carrière. Hamilton, victime d'une défaillance de son système de freinage lors de la première phase qualificative n'obtient que le seizième temps et part finalement de la vingtième place sur la grille. Les deux Williams se montrent toujours aussi performantes : Valtteri Bottas accompagne Rosberg en première ligne tandis que Felipe Massa devance Kevin Magnussen sur la deuxième ligne. Les Red Bull Racing sont en troisième ligne, Daniel Ricciardo devançant Sebastian Vettel ; suivent Fernando Alonso, Daniil Kvyat et les deux Force India de Nico Hülkenberg et Sergio Pérez.
Nico Rosberg remporte, après avoir mené de bout en bout, son Grand Prix national émaillé de nombreux incidents (tonneau de Felipe Massa au départ, multiples petits accrochages, incendie de la monoplace de Kvyat et immobilisation en piste de la Sauber d'Adrian Sutil). Bottas, s'il n'a jamais été en mesure de lutter pour le gain de la première place, monte sur son troisième podium consécutif en résistant, en fin de course, aux assauts de Lewis Hamilton remonté, au prix de nombreux dépassements en course et de plusieurs touchettes, à la troisième place finale en réalisant le meilleur tour en course. Sebastian Vettel ne peut faire mieux que quatrième et devance le duo Alonso/Ricciardo dont la lutte a animé les dix derniers tours de l'épreuve. Nico Hülkenberg termine une nouvelle fois dans les points, devant Jenson Button. Les deux derniers pilotes à inscrire des points, Kevin Magnussen et Sergio Pérez sont relégués à un tour du vainqueur.
Les positions au championnat du monde des pilotes ne changent pas : Nico Rosberg conserve la tête avec 190 points contre 176 pour Hamilton. Daniel Ricciardo est troisième (106 points) devant Alonso (97 points) ; Valtteri Bottas reste cinquième (91 points) devant Sebastian Vettel, sixième avec 82 points. Mercedes conserve la première place du classement des constructeurs avec 366 points et devance Red Bull Racing (188 points). Williams (121 points)  ravit la troisième place à Ferrari (116 points) ; Force India (98 points) précède McLaren qui compte 96 points ; suivent Toro Rosso (15 points), Lotus F1 Team (8 points) et Marussia F1 Team (2 points). Neuf des onze écuries engagées au championnat ont marqué des points, Sauber et Caterham n'en ayant pas encore inscrit.

## Essais libres

### Première séance, le vendredi de 10 h à 11 h 30
| Pos. | Pilote           | Voiture          | Chrono         | Écart     |
| ---- | ---------------- | ---------------- | -------------- | --------- |
| 1    | Nico Rosberg     | Mercedes         | 1 min 19 s 131 |           |
| 2    | Lewis Hamilton   | Mercedes         | 1 min 19 s 196 | + 0 s 065 |
| 3    | Fernando Alonso  | Ferrari          | 1 min 19 s 423 | + 0 s 292 |
| 4    | Daniel Ricciardo | Red Bull-Renault | 1 min 19 s 697 | + 0 s 566 |
| 5    | Jenson Button    | McLaren-Mercedes | 1 min 19 s 833 | + 0 s 702 |
| 6    | Sebastian Vettel | Red Bull-Renault | 1 min 20 s 097 | + 0 s 966 |

Il fait beau et chaud au départ de la première séance d'essais libres du Grand Prix d'Allemagne, dixième manche du championnat du monde. Tous les pilotes bouclent leur tour d'installation et, comme lors du Grand Prix précédent, Susie Wolff connaît un problème sur sa Williams FW36 ; elle peut toutefois rejoindre son stand au ralenti pour se relancer plus tard. Les mécaniciens ont plus de travail que d'habitude puisque les monoplaces doivent désormais respecter de nouvelles règles concernant les systèmes de suspensions après l'interdiction du système FRIC qui permettait l'interconnexion des suspensions avant et arrière. Il faut attendre un quart d'heure pour que Marcus Ericsson fixe le temps de référence en 1 min 28 s 480 ; il améliore sur la lancée, en 1 min 25 s 401,,.
Kamui Kobayashi tourne ensuite en 1 min 24 s 466, Kevin Magnussen en 1 min 22 s 888 et Susie Wolff (le problème sur la Williams concernait un simple équilibrage de capteur) en 1 min 22 s 481. Magnussen reprend l'avantage en 1 min 20 s 710 puis est débordé par Nico Rosberg (1 min 20 s 337) et Sebastian Vettel (1 min 20 s 295). Kimi Räikkönen rencontre des problèmes de pression d'eau ; s'il ramène sa Ferrari F14 T au garage, il reste immobilisé pendant près de cinquante minutes. Alors qu'il reste une heure avant le terme de la session, les pilotes ayant utilisé leur train de pneus réservé à la première demi-heure rentrent tous au stand. Romain Grosjean rencontre un problème d'aileron arrière mobile qui nécessite son changement complet,,.
À une demi-heure de la fin de la séance, les pilotes repassent à l'attaque du chronomètre ; Jenson Button passe en tête en 1 min 20 s 087, Daniel Ricciardo améliore en 1 min 19 s 697 puis Rosberg, en deux temps, réalise les meilleures performances de la séance (1 min 19 s 276 puis 1 min 19 s 131). Lewis Hamilton est deuxième en 1 min 19 s 196 et Fernando Alonso pointe à la troisième place en 1 min 19 s 423,,.
- Giedo Van der Garde, pilote essayeur chez Sauber, remplace Esteban Gutiérrez lors de cette séance d'essais.
- Susie Wolff, pilote essayeur chez Williams F1 Team, remplace Valtteri Bottas lors de cette séance d'essais.

### Deuxième séance, le vendredi de 14 h à 15 h 30
| Pos. | Pilote           | Voiture           | Chrono         | Écart     |
| ---- | ---------------- | ----------------- | -------------- | --------- |
| 1    | Lewis Hamilton   | Mercedes          | 1 min 18 s 341 |           |
| 2    | Nico Rosberg     | Mercedes          | 1 min 18 s 365 | + 0 s 024 |
| 3    | Daniel Ricciardo | Red Bull-Renault  | 1 min 18 s 443 | + 0 s 102 |
| 4    | Kimi Räikkönen   | Ferrari           | 1 min 18 s 887 | + 0 s 546 |
| 5    | Kevin Magnussen  | McLaren-Mercedes  | 1 min 18 s 960 | + 0 s 619 |
| 6    | Felipe Massa     | Williams-Mercedes | 1 min 19 s 024 | + 0 s 683 |

La deuxième séance d'essais libres débute sous une température ambiante de 32 °C tandis que la piste atteint les 57 °C. Les mélanges de gommes proposés par Pirelli pour ce Grand Prix sont les tendres et les super-tendres qui, sous de telles températures, se dégradent très vite. Les pilotes s'élancent rapidement en piste et Esteban Gutiérrez établit le temps de référence en 1 min 23 s 513 ; Marcus Ericsson range pour sa part sa Caterham CT05 en bord de piste après seulement sept minutes. Quelques instants plus tard, Kamui Kobayashi, sur l'autre Caterham, s'immobilise, victime d'un ennui de freins et d'une surchauffe ; le Japonais ne reprendra pas la séance,,.
Kevin Magnussen prend la tête en 1 min 21 s 277, la laisse un temps à Pastor Maldonado (1 min 21 s 133), puis améliore en 1 min 20 s 889. Daniil Kvyat tourne en 1 min 20 s 659 et Kimi Räikkönen en 1 min 20 s 263. Nico Rosberg prend alors la tête, en deux temps (1 min 19 s 729 puis 1 min 19 s 424),,.
Vers la mi-séance, les pilotes se relancent en piste avec les pneus les plus tendres. Ainsi chaussé, Adrian Sutil tourne en 1 min 19 s 417 et Daniel Ricciardo, dont la monoplace, comme celle de son coéquipier Sebastian Vettel est enduite de flo-vis pour visualiser les flux aérodynamiques, en 1 min 18 s 443. Valtteri Bottas se lance dans l'évaluation des deux types de pneumatiques avec différentes charges de carburant,,.
Les pilotes Mercedes reprennent une nouvelle fois l'avantage en fin de session, Rosberg tournant en 1 min 18 s 365 et Lewis Hamilton en 1 min 18 s 341. Les pneus supertendres montent très vite à une température d'exploitation supérieure à celle attendue par les ingénieurs : la Sauber C33 enregistre une surchauffe de 20 °C ayant pour conséquence une dégradation exagérée,,.

### Troisième séance, le samedi de 11 h à 12 h
| Pos. | Pilote          | Voiture           | Chrono         | Écart     |
| ---- | --------------- | ----------------- | -------------- | --------- |
| 1    | Nico Rosberg    | Mercedes          | 1 min 17 s 779 |           |
| 2    | Lewis Hamilton  | Mercedes          | 1 min 17 s 380 | + 0 s 601 |
| 3    | Fernando Alonso | Ferrari           | 1 min 17 s 384 | + 0 s 605 |
| 4    | Felipe Massa    | Williams-Mercedes | 1 min 17 s 575 | + 0 s 796 |
| 5    | Valtteri Bottas | Williams-Mercedes | 1 min 17 s 611 | + 0 s 832 |
| 6    | Kevin Magnussen | McLaren-Mercedes  | 1 min 17 s 756 | + 0 s 977 |

La troisième et dernière séance d'essais libres débute sous une température de 28 °C, la piste étant à 43 °C. Les pilotes ne tardent pas à se relancer dès la fin de leur tour d'installation et Nico Rosberg fixe le temps de référence en 1 min 21 s 343 avec les pneus les plus durs à sa disposition. Kevin Magnussen améliore en 1 min 20 s 034 mais Rosberg réplique en 1 min 20s 025 ; Magnussen reprend l'avantage en 1 min 19 s 878 avant de s'incliner derrière Valtteri Bottas, en deux temps (1 min 19 s 259 puis 1 min 19 s 052),,.
À la mi-séance, Kimi Räikkönen chausse le premier les pneus les plus tendres et s'empare de la première position en 1 min 18 s 842. Daniil Kvyat, Sebastian Vettel (deux fois) et Romain Grosjean partent à la faute dans le virage no 1, car les pneus supertendres rendent le freinage délicat sur cette portion de piste bosselée. Daniel Ricciardo sort pour établir son premier tour lancé. Fernando Alonso part en tête-à-queue dans le virage no 8, sans dommage. Max Chilton est immobilisé dans son stand en raison d'un problème électronique de sa Marussia MR03,,.
Fernando Alonso bat son coéquipier en 1 min 18 s 384 puis Nico Rosberg réalise le meilleur temps de la session, en 1 min 17 s 779. Kimi Räikkönen rencontre un problème sur son système d'alimentation en carburant ; la Scuderia Ferrari lui signifie son retour définitif au stand pour un remplacement intégral du système avant les qualifications. Sous cette forte chaleur, les équipes constatent que les pneus les plus tendres se dégradent fortement dès le troisième secteur d'un tour rapide,,.

## Séance de qualification, le samedi de 14 h à 15 h

### Résultats des qualifications

#### Session Q1

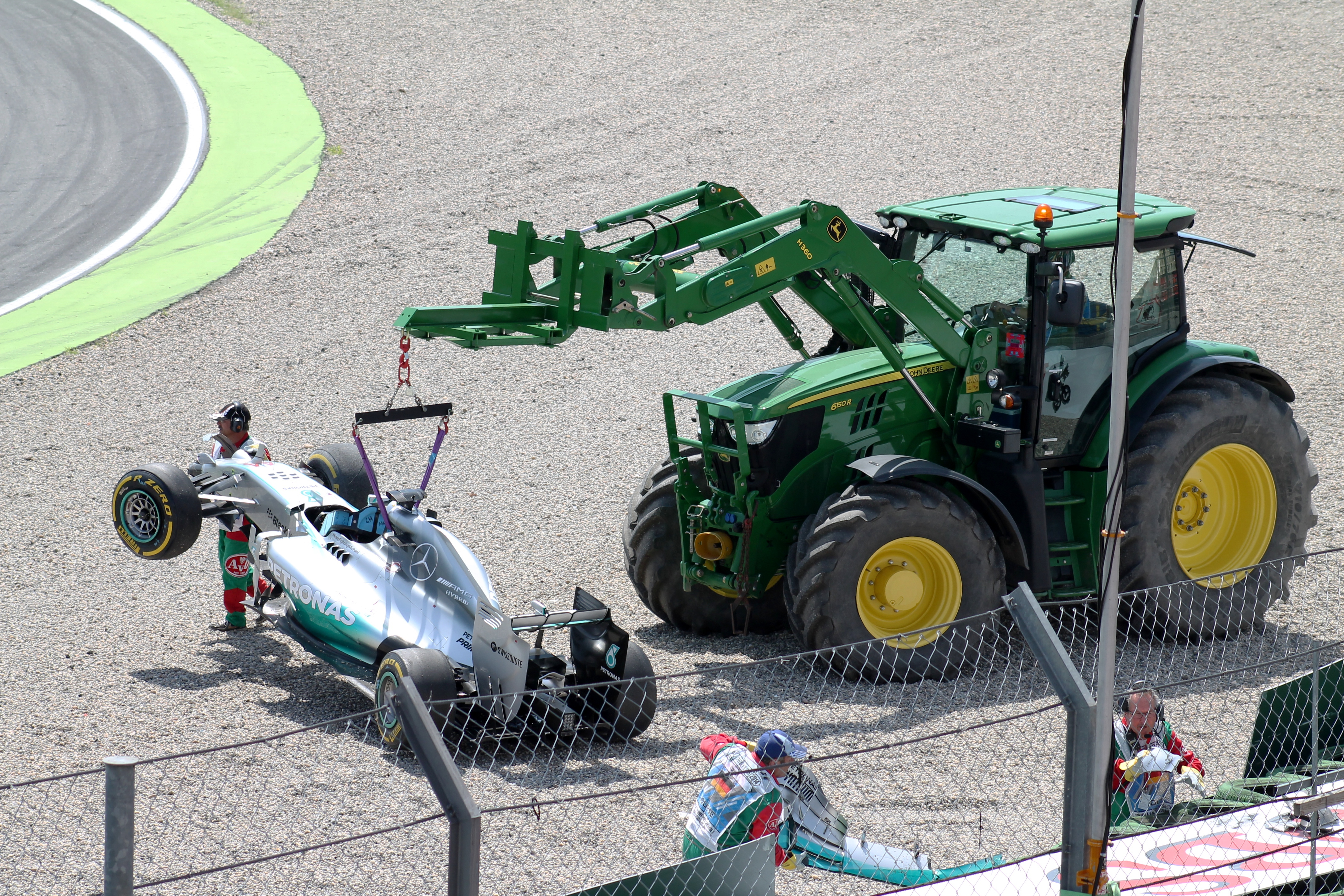
L'évacuation de la monoplace de Lewis Hamilton après sa sortie de piste.

La température ambiante est de 32 °C et la piste est à 55 °C au début de la séance qualificative du Grand Prix d'Allemagne où tous les pilotes, hormis Marcus Ericsson forfait, s'élancent les uns après les autres. La FIA annonce que les deux monoplaces McLaren MP4-29 ont changé de boîte de vitesses et que leurs rapports ont été modifiés ; ces modifications étant réalisées dans le cadre d'une modification de pièce après son utilisation réglementaire pendant six manches n'entrainent pas de pénalisation,,. 
Jenson Button établit le temps de référence en 1 min 20 s 264 tandis que, comme durant les essais libres, de nombreux pilotes dont Nico Rosberg et Lewis Hamilton sortent très largement des virages no 1 et no 2 dans leurs premiers tours lancés. Felipe Massa améliore en 1 min 19 s 389, Kevin Magnussen en 1 min 19 s 379, Hamilton en 1 min 18 s 683 et Valtteri Bottas en  1 min 18 s 215. Après deux erreurs, Rosberg ne peut plus se permettre de perdre de nouveaux tours pour enregistrer un temps le mettant à l'abri d'une élimination directe,,.
À sept minutes de la fin de séance, Lewis Hamilton, fait une impressionnante sortie de piste et finit brutalement sa course contre un mur de pneus au freinage. Un blocage de la roue arrière-droite couplé à un sévère blocage à l'avant-droit semble à l'origine de l'accident. Le drapeau rouge est sorti pour évacuer la monoplace. À la relance, Nico Rosberg chausse les gommes les plus tendres et prend la première place en améliorant d'une demi-seconde le temps de Bottas. Alors que tous les pilotes sont désormais chaussés en supertendres pour les trois dernières minutes, Rosberg améliore à nouveau et, en 1 min 17 s 631, réalise le meilleur temps de la première phase qualificative. Il devance les Red Bull Racing de Daniel Ricciardo et Sebastian Vettel,,.
Les six pilotes éliminés sont Marcus Ericsson et son coéquipier Kamui Kobayashi, Max Chilton et son coéquipier Jules Bianchi, Adrian Sutil et Pastor Maldonado,,.

#### Session Q2
Lewis Hamilton, qualifié pour la seconde phase des qualifications, ne peut pas y prendre part, les dégâts sur sa monoplace après son accident en Q1 étant trop importants pour lui permettre de poursuivre. Mercedes confirme une la panne à l'avant-droit alors que le nouveau système de freinage Brembo qui remplace le système Carbone Industrie, a été installé juste avant la qualification. Si Hamilton se plaint de douleurs aux genoux, les médecins lui ont donné l'autorisation de courir vert le lendemain,,,.
Les pilotes s'élancent avec le mélange le plus tendre proposé par Pirelli et Nico Hülkenberg prend le commandement en 1 min 18 s 270. Les Williams F1 Team de Felipe Massa (1 min 17 s 790) et Valtteri Bottas (1 min 17 s 353) occupent un temps la tête puis Nico Rosberg, en 1 min 17 s 109 réalise la meilleure performance de la session,,.
Passé de justesse en Q2, Hülkenberg pousse au maximum sa Force India VJM07 pour éviter l'élimination ; son coéquipier Sergio Pérez passe la quasi-totalité de la séance dans son stand et sort au dernier moment pour arracher son passage en Q3. Les six pilotes éliminés sont Hamilton, Romain Grosjean, Esteban Gutiérrez, Jean-Éric Vergne, Kimi Räikkönen et Jenson Button,,.

#### Session Q3
Parmi les dix qualifiés pour la dernière partie, on trouve deux Williams F1 Team, deux Red Bull Racing, deux Force India ainsi que la Mercedes de Nico Rosberg, la Ferrari de Fernando Alonso, la Scuderia Toro Rosso de Daniil Kvyat et la McLaren Racing de Kevin Magnussen. Les Force India sont les premières en piste, chaussées de pneus usés. Rosberg fixe la pole position provisoire en 1 min 16 s 540 ; comme de nombreux pilotes tout au long du week-end, il place quatre roues en dehors de la piste dans une courbe mais la FIA reste tolérante, estimant qu'aucun avantage ne peut en être tiré. Valtteri Bottas pointe à une demi-seconde et devance de 250 millièmes de seconde son coéquipier Felipe Massa ; Sebastian Vettel est quatrième,,.
Les pilotes se relancent pour une deuxième tentative, mais personne ne parvient à améliorer. Nico Rosberg obtient sa cinquième pole position de la saison. Massa reste derrière son équipier Bootas et s'élancera de la seconde ligne, devant Magnussen, Daniel Ricciardo et Vettel. Alonso prend la septième position, devant Kvyat, Nico Hülkenberg et Sergio Pérez,,.

### Grille de départ
| Pos.                                                                                      | Pilote            | Écurie               | Qualifications 1 | Qualifications 2 | Qualifications 3 |
| ----------------------------------------------------------------------------------------- | ----------------- | -------------------- | ---------------- | ---------------- | ---------------- |
| 1                                                                                         | Nico Rosberg      | Mercedes             | 1 min 17 s 631   | 1 min 17 s 109   | 1 min 16 s 540   |
| 2                                                                                         | Valtteri Bottas   | Williams-Mercedes    | 1 min 18 s 215   | 1 min 17 s 353   | 1 min 16 s 759   |
| 3                                                                                         | Felipe Massa      | Williams-Mercedes    | 1 min 18 s 381   | 1 min 17 s 370   | 1 min 17 s 078   |
| 4                                                                                         | Kevin Magnussen   | McLaren-Mercedes     | 1 min 18 s 260   | 1 min 17 s 788   | 1 min 17 s 214   |
| 5                                                                                         | Daniel Ricciardo  | Red Bull-Renault     | 1 min 18 s 117   | 1 min 17 s 855   | 1 min 17 s 273   |
| 6                                                                                         | Sebastian Vettel  | Red Bull-Renault     | 1 min 18 s 194   | 1 min 17 s 646   | 1 min 17 s 577   |
| 7                                                                                         | Fernando Alonso   | Ferrari              | 1 min 18 s 389   | 1 min 17 s 866   | 1 min 17 s 649   |
| 8                                                                                         | Daniil Kvyat      | Toro Rosso-Renault   | 1 min 18 s 530   | 1 min 18 s 103   | 1 min 17 s 965   |
| 9                                                                                         | Nico Hülkenberg   | Force India-Mercedes | 1 min 18 s 927   | 1 min 18 s 017   | 1 min 18 s 014   |
| 10                                                                                        | Sergio Pérez      | Force India-Mercedes | 1 min 18 s 916   | 1 min 18 s 161   | 1 min 18 s 035   |
| 11                                                                                        | Jenson Button     | McLaren-Mercedes     | 1 min 18 s 425   | 1 min 18 s 193   |                  |
| 12                                                                                        | Kimi Räikkönen    | Ferrari              | 1 min 18 s 534   | 1 min 18 s 273   |                  |
| 13                                                                                        | Jean-Éric Vergne  | Toro Rosso-Renault   | 1 min 18 s 496   | 1 min 18 s 285   |                  |
| 14                                                                                        | Esteban Gutiérrez | Sauber-Ferrari       | 1 min 18 s 739   | 1 min 18 s 787   |                  |
| 15                                                                                        | Romain Grosjean   | Lotus-Renault        | 1 min 18 s 894   | 1 min 18 s 983   |                  |
| 16                                                                                        | Lewis Hamilton    | Mercedes             | 1 min 18 s 683   | Pas de temps     |                  |
| 17                                                                                        | Adrian Sutil      | Sauber-Ferrari       | 1 min 19 s 142   |                  |                  |
| 18                                                                                        | Jules Bianchi     | Marussia-Ferrari     | 1 min 18 s 676   |                  |                  |
| 19                                                                                        | Pastor Maldonado  | Lotus-Renault        | 1 min 20 s 195   |                  |                  |
| 20                                                                                        | Kamui Kobayashi   | Caterham-Renault     | 1 min 20 s 408   |                  |                  |
| 21                                                                                        | Max Chilton       | Marussia-Ferrari     | 1 min 20 s 489   |                  |                  |
| Temps minimal à réaliser pour la qualification : 1 min 23 s 065 (107 % de 1 min 17 s 631) |                   |                      |                  |                  |                  |
| Nq.                                                                                       | Marcus Ericsson   | Caterham-Renault     | Pas de temps     |                  |                  |

- Marcus Ericsson, initialement non-qualifié, est autorisé à prendre le départ de la dernière place de la grille[22].
- Esteban Gutiérrez, auteur du quatorzième temps des qualifications est sanctionné d'un recul de trois places sur la grille de départ pour avoir provoqué un accrochage avec Pastor Maldonado au Grand Prix automobile de Grande-Bretagne 2014. Il s'élance depuis la dix-septième place[22].
- Lewis Hamilton, auteur du seizième temps des qualifications puis reclassé à la quinzième place à la suite de la pénalité infligée à Gutiérrez, est sanctionné d'un recul de cinq places sur la grille de départ après un changement de boîte de vitesses. D'autre part, après la casse d'un disque de frein Brembo, Mercedes a demandé l'autorisation de sortir la voiture du régime de parc fermé afin de monter des disques de marque Carbone Industrie sur la voiture d'Hamilton, ce qui pourrait contraindre le Britannique à partir des stands au lieu de la dernière place de la grille. La FIA estime finalement qu'en dépit du changement de fournisseur, le nouveau disque de frein reste similaire à celui d'origine et autorise Hamilton à s'élancer depuis la vingtième place de la grille de départ[23],[24],[25],[26].

## Course

### Déroulement de l'épreuve

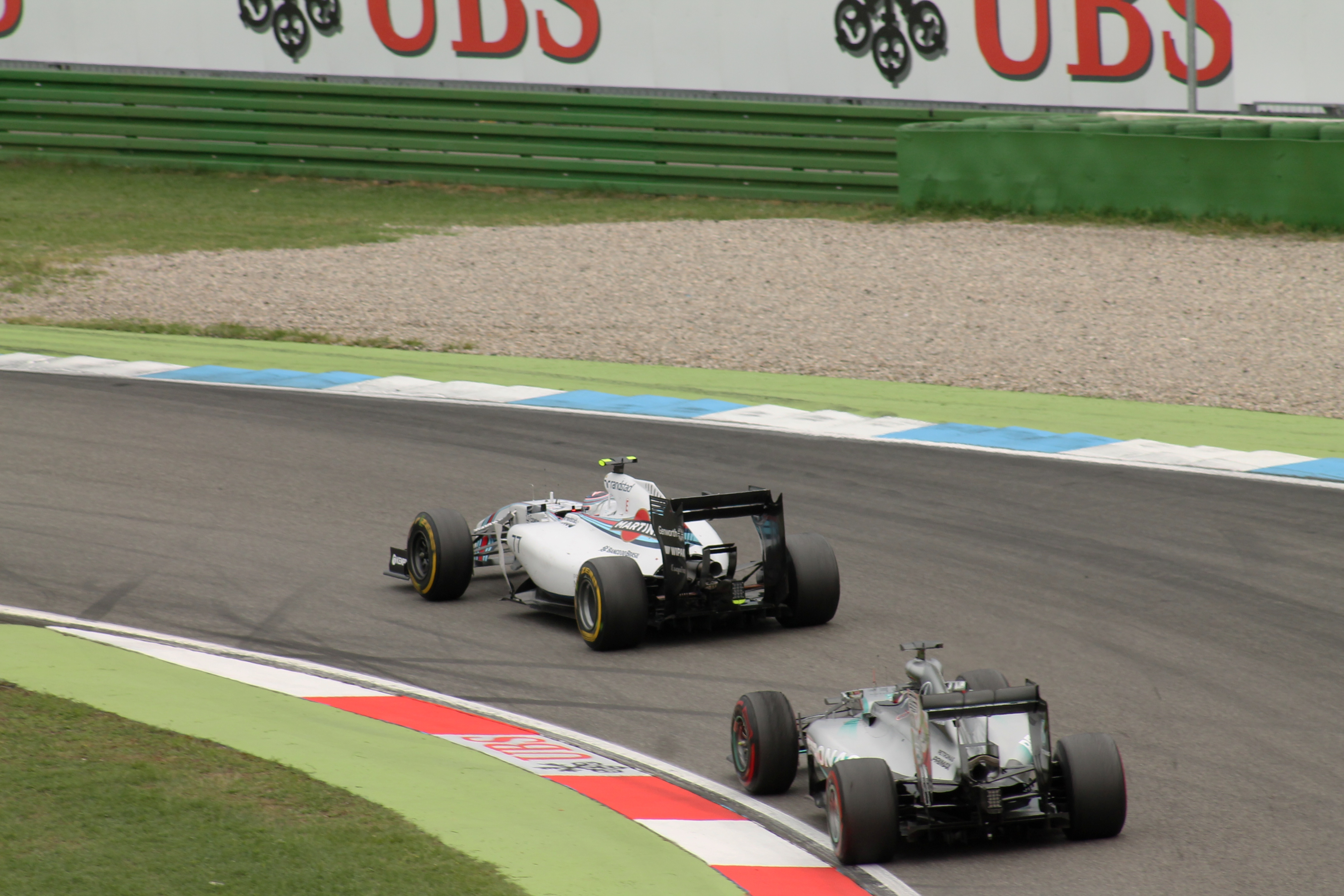
Valtteri Bottas devant Lewis Hamilton dans les derniers tours de course.

Sous un ciel couvert et sur une piste sèche, vingt-et-un pilotes s'alignent sur la grille de départ puisque Marcus Ericsson s'élance depuis la voie des stands ; doublement pénalisé, il devra effectuer un stop-and-go de dix secondes avant la fin du troisième tour de course pour ne pas avoir respecté les règles du parc fermé le samedi. Nico Rosberg est en pole position devant les Williams de Valtteri Bottas et Felipe Massa tandis que Lewis Hamilton s'élance de la vingtième place, chaussé du mélange le plus dur proposé par Pirelli ; Kimi Räikkönen et Romain Grosjean ont aussi fait le choix de ces pneus pour leur premier relais. À l'extinction des feux, Rosberg prend un excellent envol ; derrière lui, dans le premier virage, Massa se rabat sur Kevin Magnussen : les roues s'engrennent et Massa part en tonneau, provoquant la sortie de la voiture de sécurité. Après deux tours de neutralisation, la meute est libérée ; Rosberg mène devant Bottas, Sebastian Vettel, Fernando Alonso, Nico Hülkenberg et Jenson Button qui a gagné cinq places. Hamilton pointe déjà à la dix-septième place alors que Daniel Ricciardo, cinquième sur la grille, a chuté à la quatorzième,,,.
Au cinquième tour, Rosberg dispose de 2 secondes et demie d'avance sur Bottas. Hamilton, treizième après une série des dépassements en piste a Ricciardo en ligne de mire. Rosberg creuse un écart important sur Bottas, relégué à six secondes au dixième tour, Vettel étant lui-même distancé par le Finlandais. Lewis Hamilton percute Adrian Sutil pour le gain de la douzième place, sans conséquence pour les deux pilotes ; par contre, Daniil Kvyat, huitième, rate son dépassement sur Sergio Pérez et, après un contact, part hors-piste. Le pilote russe perd quatre places, regagne son stand pour faire vérifier sa monoplace et changer ses pneus tandis que le Mexicain poursuit sa route. Alonso change ses pneus au treizième tour, Button, Ricciardo et Jean-Éric Vergne au suivant, Vettel, Hülkenberg, Pérez et Esteban Gutiérrez au quinzième, Rosberg et Bottas au suivant, Sutil, Pastor Maldonado, Räikkönen, Grosjean et enfin Hamilton entre le dix-septième et le vingt-septième tour. Entretemps, Hamilton a dépassé Räikkönen et Ricciardo en une seule manœuvre (Räikkönen perdant un bout de carrosserie dans un léger contact), puis Pérez pour pointer en cinquième position avant son arrêt,,.
Au vingt-huitième tour, à l'issue des arrêts au stand et alors que Romain Grosjean abandonne à cause d'un problème moteur, Rosberg devance Bottas, Vettel, Alonso, Hülkenberg, Button, Ricciardo, Hamilton, Räikkonen et Magnussen qui s'arrête pour changer ses pneus au trentième tour. Jean-Éric Vergne qui, selon les commissaires, a gagné un avantage en quittant la piste observe un stop-and-go de cinq secondes. Button et Hamilton, à la suite d'une incompréhension, se touchent légèrement à l'épingle, la Mercedes perd quelques morceaux de carbone mais poursuit sa course. Button et Gutiérrez changent leurs pneus au trente-deuxième tour, Sutil, Kvyat et Max Chilton au suivant, Alonso et Kamui Kobayashi au trente-quatrième. Au trente-cinquième tour, Rosberg ménage son avance de 15 secondes sur Bottas qui dispose du même écart sur Hamilton. Les temps au tour d'Hamilton permettent de penser qu'il peut revenir sur Bottas. Pour autant, les dommages sur l'aileron avant engendrent une forte dégradation pneumatique à l'avant qui contraint le Britannique à opter pour une stratégie à trois arrêts. Vettel, Ricciardo, Maldonado, Hülkenberg, Bottas, Rosberg et Hamilton s'arrêtent entre le trente-cinquième et le quarante-troisième tour,,.
Vettel effectue un nouvel arrêt au quarante-sixième tour alors que Kvyat stoppe sa Toro Rosso en feu à l'épingle. Les pompiers arrivent vite sur place et la course n'est pas neutralisée. Ricciardo change ses pneus au quarante-septième tour et Sutil au suivant, juste avant de partir en tête-à-queue dans le dernier virage. La monoplace reste bloquée au début de la ligne droite des stands et met beaucoup de temps à être évacuée par les commissaires, ce qui pousse Hamilton, qui craint l'une entrée en piste de la voiture de sécurité, à passer aux stands chausser un dernier train de supertendres au cinquante-et-unième tour. En difficultés avec ses pneus, Bottas perd plus de deux secondes au tour sur Hamilton qui comble peu à peu son retard de 17 secondes. Hamilton effectue la jonction mais chaque tour qu'il passe juste derrière son rival rend sa tâche plus compliquée, ses pneus étant à l'agonie. Nico Rosberg remporte sa quatrième victoire de la saison et accroît légèrement son avance au championnat face à son équipier Lewis Hamilton, troisième derrière Bottas qui obtient son troisième podium consécutif ; suivent pour les points Vettel, Alonso, Ricciardo, Hülkenberg, Button, Magnussen et Pérez,,.

### Classement de la course
| Pos. | no | Pilote            | Écurie               | Tours | Temps/Abandon                      | Grille  | Points |
| ---- | -- | ----------------- | -------------------- | ----- | ---------------------------------- | ------- | ------ |
| 1    | 6  | Nico Rosberg      | Mercedes             | 67    | 1 h 33 min 42 s 914 (196,206 km/h) | 1       | 25     |
| 2    | 77 | Valtteri Bottas   | Williams-Mercedes    | 67    | + 20 s 789                         | 2       | 18     |
| 3    | 44 | Lewis Hamilton    | Mercedes             | 67    | + 22 s 530                         | 20      | 15     |
| 4    | 1  | Sebastian Vettel  | Red Bull-Renault     | 67    | + 44 s 014                         | 6       | 12     |
| 5    | 14 | Fernando Alonso   | Ferrari              | 67    | + 52 s 467                         | 7       | 10     |
| 6    | 3  | Daniel Ricciardo  | Red Bull-Renault     | 67    | + 52 s 549                         | 5       | 8      |
| 7    | 27 | Nico Hülkenberg   | Force India-Mercedes | 67    | + 1 min 04 s 178                   | 9       | 6      |
| 8    | 22 | Jenson Button     | McLaren-Mercedes     | 67    | + 1 min 24 s 711                   | 11      | 4      |
| 9    | 20 | Kevin Magnussen   | McLaren-Mercedes     | 66    | + 1 tour                           | 4       | 2      |
| 10   | 11 | Sergio Pérez      | Force India-Mercedes | 66    | + 1 tour                           | 10      | 1      |
| 11   | 7  | Kimi Räikkönen    | Ferrari              | 66    | + 1 tour                           | 12      |        |
| 12   | 13 | Pastor Maldonado  | Lotus-Renault        | 66    | + 1 tour                           | 18      |        |
| 13   | 25 | Jean-Éric Vergne  | Toro Rosso-Renault   | 66    | + 1 tour                           | 13      |        |
| 14   | 21 | Esteban Gutiérrez | Sauber-Ferrari       | 66    | + 1 tour                           | 16      |        |
| 15   | 17 | Jules Bianchi     | Marussia-Ferrari     | 66    | + 1 tour                           | 17      |        |
| 16   | 10 | Kamui Kobayashi   | Caterham-Renault     | 65    | + 2 tours                          | 19      |        |
| 17   | 4  | Max Chilton       | Marussia-Ferrari     | 65    | + 2 tours                          | 21      |        |
| 18   | 9  | Marcus Ericsson   | Caterham-Renault     | 65    | + 2 tours                          | pitlane |        |
| Abd. | 99 | Adrian Sutil      | Sauber-Ferrari       | 47    | Tête-à-queue                       | 15      |        |
| Abd. | 26 | Daniil Kvyat      | Toro Rosso-Renault   | 44    | Incendie                           | 8       |        |
| Abd. | 8  | Romain Grosjean   | Lotus-Renault        | 26    | Unité de puissance                 | 14      |        |
| Abd. | 19 | Felipe Massa      | Williams-Mercedes    | 0     | Accrochage avec Kevin Magnussen    | 3       |        |

### Pole position et record du tour
Nico Rosberg part en pole position pour la neuvième fois de sa carrière, la première fois en Allemagne.
- Pole position :  Nico Rosberg (Mercedes Grand Prix) en 1 min 16 s 540 (215,135 km/h)[32].
- Meilleur tour en course :  Lewis Hamilton (Mercedes Grand Prix) en 1 min 19 s 908  (206,067 km/h) au cinquante-troisième tour[33].

### Tours en tête
- Nico Rosberg : 67 tours (1-67)[34].

## Classements généraux à l'issue de la course
| Pos. | Pilote           | Écurie               | Points |
| ---- | ---------------- | -------------------- | ------ |
| 1    | Nico Rosberg     | Mercedes             | 190    |
| 2    | Lewis Hamilton   | Mercedes             | 176    |
| 3    | Daniel Ricciardo | Red Bull-Renault     | 106    |
| 4    | Fernando Alonso  | Ferrari              | 97     |
| 5    | Valtteri Bottas  | Williams-Mercedes    | 91     |
| 6    | Sebastian Vettel | Red Bull-Renault     | 82     |
| 7    | Nico Hülkenberg  | Force India-Mercedes | 69     |
| 8    | Jenson Button    | McLaren-Mercedes     | 59     |
| 9    | Kevin Magnussen  | McLaren-Mercedes     | 37     |
| 10   | Felipe Massa     | Williams-Mercedes    | 30     |
| 11   | Sergio Pérez     | Force India-Mercedes | 29     |
| 12   | Kimi Räikkönen   | Ferrari              | 19     |
| 13   | Jean-Éric Vergne | Toro Rosso-Renault   | 9      |
| 14   | Romain Grosjean  | Lotus-Renault        | 8      |
| 15   | Daniil Kvyat     | Toro Rosso-Renault   | 6      |
| 16   | Jules Bianchi    | Marussia-Ferrari     | 2      |

| Pos. | Écurie               | Points |
| ---- | -------------------- | ------ |
| 1    | Mercedes             | 366    |
| 2    | Red Bull-Renault     | 188    |
| 3    | Williams-Mercedes    | 121    |
| 4    | Ferrari              | 116    |
| 5    | Force India-Mercedes | 98     |
| 6    | McLaren-Mercedes     | 96     |
| 7    | Toro Rosso-Renault   | 15     |
| 8    | Lotus-Renault        | 8      |
| 9    | Marussia-Ferrari     | 2      |

## Statistiques
Le Grand Prix d'Allemagne 2014 représente :
- la 9e pole position de sa carrière pour Nico Rosberg[37] ;
- la 7e victoire de sa carrière pour Nico Rosberg[38] ;
- la 22e victoire pour Mercedes en tant que constructeur[39] ;
- la 108e victoire pour Mercedes en tant que motoriste[40].

Au cours de ce Grand Prix :
- Williams F1 Team obtient son 300e podium en Formule 1[41] ;
- Fernando Alonso passe la barre des 1700 points inscrits en Formule 1 (1703 points)[42] ;
- Nico Hülkenberg passe la barre des 200 points inscrits en Formule 1 (205 points)[43] ;
- Nico Rosberg mène un Grand Prix de bout en bout pour la quatrième fois de sa carrière[44] ;
- Adrian Sutil devient le nouveau détenteur du record du plus grand nombre de départs en Formule 1 sans monter sur le podium (119 courses) ; il détrône Pierluigi Martini[45] ;
- Jochen Mass (105 départs en Grands Prix, 1 victoire, 2 meilleurs tours, 8 podiums, 71 points inscrits, vainqueur des 24 Heures du Mans 1989 sur Sauber C9) est nommé assistant des commissaires de course[46].